# Фрея (Marvel Comics)
Фрея (англ. Freya, також англ. Freyja) — вигадана персонажка, що з'являлась на сторінках коміксів американського видавництва Marvel Comics. Заснована на богині кохання та родючості, на ім'я Фрейя, з германо-скандинавської міфології.

## Історія публікації
Фрея вперше з'явилась у коміксі Thor #321 (жовтень 1993), де була вигадана Біллом Мантло та Доном Геком.

## Сили та вміння
Фрея, як і всі асґардійські боги, майже безсмертна і стійка до хвороб і недуг. Вона володіє надлюдською силою, витривалістю, витривалістю і може розмовляти мовами Десяти царств. Але на відміну від інших асів, Фрейя може володіти могутньою магією.